# Битва під Костянтиновом
Битва під Костянти́новом  — битва, що відбулася 26 липня — 28 липня 1648 року під час Національно-визвольної війни 1648—1657 років між українською козацько-повстанською армією Максима Кривоноса та урядово-магнатськими військами Польської Корони.

## Передумови
Звістка про козацькі перемоги під Жовтими Водами й Корсунем викликала спалах повстання проти влади Речі Посполитої. Самовидець у своєму літописі пише про це так: «Усе, що живо, піднялося в козацтво». Єдиною значною мілітарною силою Речі Посполитої на просторах України після втрати майже всього коронного війська в битві під Корсунем залишилась надвірна армія князя і воєводи руського Яреми Вишневецького. Отримавши звістку про поразку під Корсунем, Ярема Вишневецький виступив з Задніпрянщини.
На Лівобережжі великі повстанські загони вже на початку червня розгромили резиденцію Яреми Вишневецького в Лубнах, а протягом цього ж місяця здобули Борзну, Ніжин і Новгород-Сіверський. По Південній Київщині, Брацлавщині й Поділлю, випалюючи шляхетські садиби й здобуваючи міста та містечка, пройшли загони Максима Кривоноса, Івана Ганжі, Олександренка, Чуйка, Трифона з Бершаді, Неминикорчми, Кошки (Кушки), Степка та ін. У липні-серпні з'єднані селянсько-міщанські формування з'явилися на Волині й Поліссі, а наприкінці серпня — в Галичині й на Покутті, до осені 1648 р. охопивши увесь український простір від Чернігово-Сіверщини до Карпат.
Пробившись із 8-тисячним надвірним військом з Лівобережжя на Полісся, у другій половині червня 1648 року князь Ярема Вишневецький рушив на замирення Київщини й Брацлавщини. Князівське військо пройшло через Котельню, Вчорайше, Погребище, Вахнівку, Немирів та Прилуку і у всіх цих містах брутально придушило повстання.
Після боїв із повстанськими загонами під Махнівкою, що не принесли вирішальної переваги жодній із сторін, Ярема Вишневецький разом з воєводою київським Янушем Тишкевичем дізнався, що 23 липня повстанський загін Максима Кривоноса здобув Полонне. Під Костянтиновим війська Вишневецького й Тишкевича з'єдналися із 1200 вояками королівської гвардії під проводом обозного Самуїла Осинського і 1200 вояками ордонансної кінноти і драгунами В. Д. Заславського під командою Кшиштофа Корицького.
25 липня сили Вишневецького дізналися, що військо Кривоноса знаходиться за півтори милі від Костянтинова. Полонений козак розповів, що Кривоніс має намір атакувати місто ще цієї ночі. Війська воєвод, що стояли трохи західніше Костянтинова, почали підтягуватися до міста. Його зайняла піхота, а кіннота стояла в полі, пильнуючи супротивника. На ранок 26 липня під Костянтиновом, біля Росоловецької переправи, на лівому березі Случі, отаборилися всі магнатські сили. Незабаром підійшов сюди ще й загін полковника Суходольського числом у 2 300 солдатів, з них 500 піхотинців. З'єднані шляхетські війська за свідченням тогочасних джерел, досягали 10—15 тисяч вояків.

## Перша битва
У середині дня 26 липня до правого берега Случі підійшли роз'їзди козацької розвідки. Від магнатського табору через брід вирушив розвідувальний загін, якому в сутичці вдалось полонити козака. На допиті він повідомив, що у Кривоноса 50 тисяч війська, із них біля двох третин складали погано озброєні повсталі селяни. Як свідчать польські джерела, Кривоноса супроводжувала значна частина селян-повстанців, яка виконувала у його війську допоміжну роль. Власне козаки становили не більше 16 тисяч чоловік. Кривоніс йшов двома колонами, у першій маючи кінноту, у другій табір із пішими козаками й повстанцями.

Похід війська князя Яреми Вишневецького з Задніпров'я на Волинь і Поділля влітку 1648 року

Князь Ярема вирішив вишикувати своє військо вздовж Случі, маючи в тилу Костянтинів. Шляхетська армія вишикувалась в традиційний для себе спосіб: на правому крилі стояла кіннота Кшиштофа Корицького і Януша Тишкевича, на лівому крилі стояв зі своєю кіннотою Вишневецький, а в центрі піхота з артилерією. Князь наказав кількомстам охотників-герцівників перейти річку та зав'язати бій з козацькою кіннотою.

Бій 26 липня 1648 року: перша фаза — бій герцівників

Козаки за річкою дозволили переправитися ворожим герцівникам. Відбивши їхню коротку атаку, козаки почали переходити річку вбрід. Кривоніс, певний своєї чисельної переваги, рушив у фронтальний наступ усією своєю кіннотою. У авангарді йшов Білоцерківський полк, яким командував Іван Гиря. Кінним козакам протистояв, захищаючи переправу біля млина на річці, Самуїл Осинський із ротою мушкетерів королівської гвардії та з парою невеликих полкових гарматок, підтриманий батареєю гармат Вишневецького. Шляхтичі понесли значні втрати, але завдяки зосередженому вогню артилерії, приступ козаків був відбитий.

Бій 26 липня 1648 року: друга фаза — атака козацької кінноти

Далі Кривоніс кинув у бій всі свої сили (оскільки табір залишався в тилу, очевидно, в поле вийшла неприкрита табором піхота). Після запеклого бою козаки відступили. Шляхтичі відразу нанесли контрудар кількома корогвами магнатської кінноти. Побачивши успіх, князь кинув у бій всю свою кінноту, що переслідувала втікачів аж до віддаленого на півтори милі козацького табору. Князь мав явний намір на плечах відступаючого ворога увірватися до укріпленого табору.

Бій 26 липня 1648 року: третя фаза — контратака шляхтичів

Магнатська кіннота зайняла навколишні горби, чекаючи на прихід піхоти і артилерії, необхідної до штурму табору. Піхота переправилася через Случ лише надвечір. Зважаючи на сутінки, значну кількісну перевагу козацької армії та сильний рушничний та гарматний вогонь із табору, шляхтичі відмовилося від спроби його здобути та відступили на свій берег річки. Вишневецький, що наполягав на негайному штурмі табора, не зміг переконати у своїй правоті інших магнатських керманичів, передовсім Тишкевича. Того дня козацькі війська втратили 2-3 тис. людей, не рахуючи полониних, в тому числі сотника Полуяна, який, можливо, командував кіннотою козацького авангарду. Від Полуяна, який, за повідомленням польської сторони, був обізнаний з інформацією на рівні гетьманських козацьких рад, стало відомо про те, що вирушив Хмельницький з величезною армією а Кривоніс має завдання затримати Вишневецького якнайдовше.

## Затишшя
27 липня ніяких бойових дій не відбулося, джерела не згадують навіть про дрібні сутички. Очевидно, Кривоніс протягом дня проводив рекогностування місцевості, обмірковував план форсування Случі наступного дня і чекав на Корсунський полк, який прибув у район бойових дій надвечір. Крім того, до Кривоноса підійшло близько 10 000 повсталих селян. Також є відомості, що увечері Кривоніс переправив через річку, вище Костянтинова, частину своєї кінноти з наміром вдарити в тил шляхтичів.
Вважається також, що цього дня Кривоніс викликав Вишневецького на дуель, але той не прийняв виклик.
Повстанська армія користувалася всебічною підтримкою місцевого населення. У ніч з 26 липня на 27 липня мешканці Костянтинова завезли до табору Кривоноса значну кількість провіанту та пороху. Про це 27 липня стало відомо Вишневецькому — в результаті понад 40 міщан стратили.
Отримавши звістку про наближення армії Хмельницького, магнатська військова рада, зібрана Вишневецьким, ухвалила рішення відірватися від супротивника й відступити на захід. Вишневецький продовжував наполягати на штурмі табора, Тишкевич так само наполягав на відступі, інші командири коливалися, але оскільки князь не мав влади наказати іншим командирам чинити, як він вважав за потрібне, було вирішено відступити.
Готуючись до відступу, Вишневецький наказав командиру піхотного полку Осинському зайняти до світанку позиції біля броду на лівому березі Случі й затримати протягом дня 28 липня козаків, забезпечивши відступ війська на захід. Як тільки з'явилися перші ознаки світанку, магнатський обоз, гвардійський полк і піхота Суходольського рушили до Кульчина (30 км західніше Костянтинова), а за ними пішла кроком кіннота.
Тим часом козацький табір виступив у напрямі магнатського табору і над ранок 28 липня з'явився біля річки, нав'язавши Вишневецькому новий бій, на який шляхтичі не очікували.

## Друга битва
Коли Кривоніс розпочав наступ, магнатський табір, піхота й артилерія відійшли на відстань до двох миль від Костянтинова. Брід через Случ початково прикривала рота піхоти (120 солдатів) під проводом Осинського, але незабаром її змінили драгуни Домініка Заславського.
Коли розвиднілось, шляхтичі побачили на правому березі Случі козацьке військо, вишикуване у бойові порядки. За сигналом козаки почали форсувати річку. Кривоніс наступав всіма своїми силами, і шляхетський ар'єргард не витримав такого натиску. Козаки широким фронтом почали переправлятися через Случ.
Є цікаве повідомлення про бойовий порядок козацького війська перед наступом 28 липня. У ньому йдеться про те, що на правому фланзі Максим Кривоніс поставив табір, на лівому — кінноту, а в центрі — артилерію. Така побудова української козацької армії була викликана недостатньою наявністю кінноти, що створювало тактичну перевагу на користь армії Вишневецького у цьому роді війська. Повстанське військо мало бойовий порядок, побудований за принципом сильної взаємопідтримки окремих його тактичних частин, програвало ж воно у важливому параметрі бою — маневровості. Відсутність необхідної кількості кінноти не дозволяла Кривоносу вишикувати своє військо за схемою зустрічної битви (або битви з відступаючим ворогом), як це зробив Хмельницький на Жовтих Водах та під Корсунем. Там був виділений передовий загін з рухливої татарської кінноти, який зустрів (Жовті Води) або наздогнав (Корсунь) шляхетське військо і затримав його до підходу головних сил, одночасно створивши умови для оточення противника. Той факт, що після бою під Махнівкою не вдалося наздогнати військо Яреми Вишневецького, хоч воно рухалося із швидкістю свого обозу, свідчить, що погоню за ним здійснював піхотний козацький загін, побудований табором з возів. До речі, недостатньою наявністю кінноти в українському війську можна пояснити також безкарний і зухвалий рейд Вишневецького по Лівобережній та Правобережній Україні протягом червня-липня 1648 року. Оскільки під час просування козаків до Костянтинова в авангарді йшов піхотний загін (під захистом табору), то його похідна охорона складалася з піхотних підрозділів, які, очевидно, пересувалися на конях.

Бій 28 липня 1648 року: перша фаза — наступ лівого флангу Кривоноса

Швидко зорієнтувавшись у ситуації, князь повернув назад кінноту. Магнатське військо стало таким чином: Кшиштоф Корицький і Януш Тишкевич займали праве крило, князь Вишневецький — ліве. У центрі став Суходольський, піхота Осинського і артилерія. Вишневецький вирішив використати сприятливі умови й атакувати козаків, які щойно переправилися і ще не вишикувалися в розгорнуті бойові порядки, кавалерією.
Кривоніс розпочав форсування Случі лівим крилом війська. Вишневецький стримав вогонь артилерії і дав наказ своїм військам до вдаваного відступу, дозволяючи козакам переправитися. Кривонос сприйняв це як ознаку паніки серед шляхти. Коли переправилося більше десяти тисяч козаків, на них вдарила одразу вся магнатська кіннота. Козаків з важкими втратами було витіснено за річку аж до табору, а магнатська кіннота повернулася на попередні позиції. Подібний маневр було повторено тричі.

Бій 28 липня 1648 року: друга фаза — магнатьска контратака

Те, що Кривоніс, спіймався на таку хитрість тричі, можна пояснити тільки тим, що він покладався на свою кількісну перевагу і був певний, що за наступним разом розіб'є княжу кінноту. За третім разом на чолі шляхетської атаки став сам князь Вишневецький. Перейшовши в переслідуванні козаків через річку, Ярема атакував козацькі гармати, здобувши 4 чи 5 великих гармат, дві гаківниці і дві «ожиги» (можливо, записи діаріушів плутають між собою гаківниці й ожиги). Було здобуто 21 коронний прапор, захоплений козаками під Корсунем і Жовтими Водами, та інші прапори. Ліве крило і центр козацького фронту припинило існування. Незайманим лишився лише табір. Переправлена попередньо на лівий берег Случі козацька кіннота не наважилася вдарити Вишневецькому в тил.

Бій 28 липня 1648 року: закінчення бою

Вишневецький хотів, використовуючи і тактичну і психологічну перевагу, вдарити кіннотою на табір. Не погодився на це Тишкевич, що викликало однаковою мірою як озлоблення князя, так і похитнуло авторитет київського воєводи серед його солдатів. Про ті настрої свідчить запис у діаріуші Машкевича про цей випадок: «князь золотом записав, а воєвода лайном припечатав». Не маючи іншого виходу, Вишневецький облишив козацький табір у спокої, прикрився ар'єргардом і розпочав відступ далі на захід, через Кульчин до Збаража. Кривоніс незабаром перейшов на другий берег Случі й зайняв Костянтинів.
Треба сказати, що ідея здобування табору кавалерією була дещо авантюрною і напевно привела б до важких втрат серед атакуючих, проте цим разом достеменно було б використано психологічну перевагу над козаками, які по поразці своєї кінноти й артилерії були близькими до паніки, що підтверджували пізніше узяті полонені. Полонені розповіли, що у разі штурму табору шляхтою козаки були готові підкоритися, і навіть видати Кривоноса.

## Після битви
Втрати козаків і повстанців протягом дводенної битви скоріш за все ставили від 4 000 до 10 000 вбитими і пораненими, тоді як шляхтичі навряд чи втратили більше як 500 вбитих. Битва із стратегічної точки зору, хоча й брали в ній участь значні сили, не мала великого значення і не вплинула на темп поширення повстання. Марш Кривоноса не був погамований — його корпус незабаром зайняв Волинь і Поділля а також обложив Кам'янець.
Натомість з тактичної точки зору виграли магнати — на тлі посереднього командування Максима Кривоноса проявився талант полководця князя Вишневецького. Козаки змогли перейти на другий берег Случі, але понесли великі втрати, і що істотніше, не змогли зв'язати магнатські сили до моменту підходу головних сил козацько-татарського війська Богдана Хмельницького, який 30 липня ще перебував у Паволочі.
Тим часом, Стороженко вважає, що те, що М. Кривоніс не став переслідувати Я. Вишневецького, підтверджує, що його розгром не був першочерговим завданням для українського командування. Очолюючи авангард повстанської армії, М. Кривоніс вийшов у вигідний в стратегічному відношенні район Костянтинова і підготував ґрунт для блокування основних комунікацій, які з ним межували, а також створив умови для виходу та розгортання там головних сил українського війська. Здобувши Костянтинів, він перетворив його на опорний пункт української армії. Зберігаючи основні сили у цьому районі, М. Кривоніс направив козацько-селянські загони на здобуття містечок у визначеній для нього Б. Хмельницьким смузі, до рубежу Острог — Красилів — Сатанів — Кам'янець.
Кампанія Вишневецького на Волині та його нещадна розправа із повстанцями страшенно роздратувала козаків. Якщо у кінці червня Хмельницький і старшина вирішили припинити військові дії, дожидаючи висліду свого посольства з Варшави, та відпустили татар до Криму з ясиром, і сам Хмельницький з усім козацьким військом відступив до Чигирина, то тепер страх перед утратою своєї провідної ролі примусили Хмельницького перервати миролюбну політику й знову взятися до збройних виступів. Уже в перших днях липня він переводить мобілізацію й стягає до себе лівобережні полки. Він знову закликає на поміч татар. 20-го липня 1648 року Хмельницький з своїм штабом стояв уже в Паволочі. Він вислав листа до князя Заславського, де мотивував зірвання перемир'я провокуючими вчинками Яреми Вишневецького, які, мовляв, обурили й роздратували ввесь український народ. Так розпочалася друга кампанія Хмельницького 1648 року, кульмінацією якої стала Пилявецька битва.